# ليون غيلبرت
ليون غيلبرت (بالإنجليزية: Leon Gilbert)‏ هو ضابط أمريكي، ولد في 9 نوفمبر 1920 في يورك في الولايات المتحدة، وتوفي في 28 مارس 1999 في بنسيلفانيا في الولايات المتحدة.